# Солнцево (Курська область)
Солнцево (рос. Солнцево) — робітниче селище в Солнцевському районі Курської області Російської Федерації.
Населення становить 3622 особи. Входить до складу муніципального утворення селище Солнцево.

## Історія
Населений пункт розташований на території українського етнічного та культурного краю Східна Слобожанщина.
Від 2004 року входить до складу муніципального утворення селище Солнцево.

## Населення
| 1939  | 1959  | 1970  | 1979  | 1989  | 2002  | 2009  |
| ----- | ----- | ----- | ----- | ----- | ----- | ----- |
| 1182  | ↗3814 | ↗4795 | ↘4558 | ↗4993 | ↘4475 | ↘4458 |
| 2010  | 2012  | 2013  | 2014  | 2015  | 2016  | 2017  |
| ↘4295 | ↘4219 | ↘4203 | ↗4227 | ↘4163 | ↘4077 | ↘4069 |
| 2018  | 2019  | 2020  | 2021  |       |       |       |
| ↘3923 | ↘3772 | ↘3713 | ↘3622 |       |       |       |